# Павлюк Олег В'ячеславович
Оле́г В'ячесла́вович Павлю́к (26 липня 1989 — 13 лютого 2015) — старший солдат Збройних сил України, учасник російсько-української війни.

## Життєвий шлях
Народився 26 липня 1989 року в місті Кам'янське, Дніпропетровська область.
Призваний до лав Збройних Сил України у 2014 році, під час перших хвиль мобілізації.
Службу проходив у 40-му батальйоні «Кривбас».
Зник безвісти 13 лютого 2015 року, потрапивши під обстріл під час виконання бойового завдання з вивезення поранених з РОП «Мойша» (м. Дебальцеве), внаслідок підбиття БМП-1 «Йожик». Ідентифікований серед загиблих. Разом з Олегом загинули Владислав Домченко, Ігор Лехмінко, Віктор Лаговський, Сергій Карпо, Дмитро Стрілець, Сергій Іволга, Руслан Голік та Денис Каморніков.
Похований у Кам'янському.

## Нагороди та вшанування
- Указом Президента України № 189/2018 від 27 червня 2018 року — орденом «За мужність» III ступеня (посмертно)[1]